# 比尔莱蒙
比尔莱蒙（法語：Bures-les-Monts，法語發音：[byʁ le mɔ̃] ⓘ）是法国卡尔瓦多斯省的一个旧市镇，属于维尔区。2016年，比尔莱蒙与临近的19个市镇合并为新市镇苏勒夫尔昂博卡日。

## 地理
比尔莱蒙（48°56'48"N, 0°57'55"W）面积5.21 平方千米，位于法国诺曼底大区卡爾瓦多斯省，该省份为法国西北部沿海省份，北濒大西洋英吉利海峡，东北与滨海塞纳省以海上边界相接，东临厄尔省，南至奧恩省，西与芒什省接壤。
与比尔莱蒙接壤的市镇（或旧市镇、城区）包括：康波、马卢埃、蒙贝特朗、蓬贝朗热、蓬法尔西、吉尔贝维尔。
比尔莱蒙的时区为UTC+01:00、UTC+02:00（夏令时）。

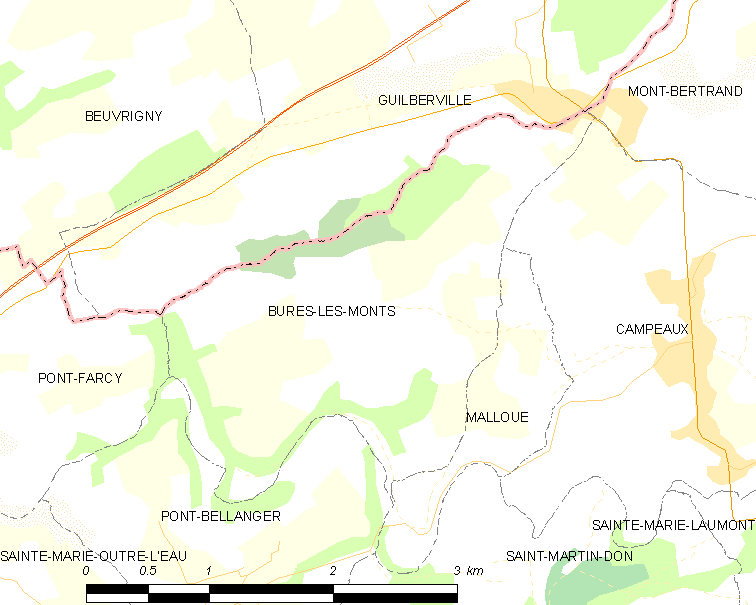
比尔莱蒙的OSM定位图

## 行政
比尔莱蒙的邮政编码为14350，INSEE市镇编码为14115。

## 政治
比尔莱蒙所属的省级选区为诺曼底地区孔代县。

## 人口

1962-2008年间比尔莱蒙人口变化图示

比尔莱蒙于2018年1月1日时的人口数量为146人。